# Gilpinia catocala
Gilpinia catocala är en stekelart som först beskrevs av Snellen van Vollenhoven 1858.  Gilpinia catocala ingår i släktet Gilpinia, och familjen barrsteklar. Arten har ej påträffats i Sverige.